# Zew krwi (film 2020)
Zew krwi (ang. The Call of the Wild) – amerykańsko-kanadyjski film przygodowy z 2020 roku w reżyserii Chrisa Sandersa. Scenariusz oparto na podstawie powieści Jacka Londona o tym samym tytule.

## Obsada
- Harrison Ford jako John Thornton
- Dan Stevens jako Hal
- Omar Sy jako Perrault
- Karen Gillan jako Mercedes
- Bradley Whitford jako sędzia Miller
- Colin Woodell jako Charles
- Cara Gee jako Françoise
- Scott MacDonald jako Dawson

## Produkcja
W październiku 2017 roku ogłoszono, że wytwórnia 20th Century Fox przygotowuje adaptację powieści Jacka Londona z 1903 roku pt. Zew krwi, którą wyreżyseruje Chris Sanders na podstawie scenariusza Michaela Greena.
W lipcu 2018 roku ujawniono, że filmie wystąpią Harrison Ford i Dan Stevens. W sierpniu do obsady dołączył Colin Woodell, a we wrześniu Omar Sy i Karen Gillan. W kolejnym październiku do obsady dołączył Bradley Whitford, a w listopadzie Cara Gee.
Główne zdjęcia rozpoczęły się pod koniec września 2018 roku w Los Angeles. Film kręcono głównie w Los Angeles oraz w Santa Clarita w Kalifornii, w dużym stopniu wykorzystano również CGI.